# 대모산 (강화)
대모산(大母山,핳머니산)은 대한민국 강화군 불은면 신현리 산113-16번지에 위치하는 산이다.

## 봉수대
김포의 승마산(약산), 수안산(守安山)과 인천의 백석산, 승학산(축곶산)이 서로 조응하는 봉수대가 있는 봉수지기 산이었다.

## 같이 보기
- 마니산
- 조강